# Powrót (komiks)
Powrót – szósta i ostatnia część komiksu z serii Tajemnica złotej maczety autorstwa Władysława Krupki (scenariusz) i Jerzego Wróblewskiego (rysunki).

## Fabuła komiksu
Po dwóch tygodniach od ostatniej wizyty, pan Witold znów spotyka się z Maćkiem, Michałem i Wackiem i opowiada im dalsze swoje wojenne losy. Po zestrzeleni jego samolotu przystaje do partyzantki Tito. Po udanej napaści na oddział niemiecki, dowódca partyzantki, chce umożliwić przedostanie się panu Witoldowi do Włoch. Podczas marszu do polowego lotniska, jeden z partyzantów nadeptuje na minę, w wyniku czego ginie a pan Witold zostaje ranny. W szpitalu polowym przechodzi poważną operację. Po wielomiesięcznej kuracji pan Witold doczekuje końca wojny i wraca do kraju. Potem lata na samolotach pasażerskich, a w końcu odchodzi na emeryturę i osiada w Czarkowie. Swój talizman z czasów wojny – złotą maczetę – oddaje do miejscowego muzeum. Talizman przed przyjazdem chłopców, Maćka i Michała, do Czarkowa zostaje skradziony. W tym czasie na miejscowy posterunek milicji przychodzi list, w którym sprawca podaje gdzie ukrył zrabowane skarby z muzeum wraz ze złotą maczetą. Milicjanci udają się we wskazane miejsce, i po perypetiach wydobywają skarb z podziemi, następnego dnia przekazują go do muzeum. Gdy chłopcy się o tym dowiadują zawiadamiają pana Witolda, że złota maczeta się odnalazła.

## Nakład i wydania
- wydanie  I 1986 - "Sport i Turystyka", nakład: 100 250 egzemplarzy
- wydanie II 1989 - "Sport i Turystyka", nakład: 100 250 egzemplarzy